# اوبیهیرو، هوکایدو
اوبیهیرو در استان هوکایدو در کشور ژاپن واقع شده‌است که دارای جمعیت ۱۷۰٬۰۶۶ نفر و مساحت ۶۱۸٫۹۴ کیلومتر مربع با تراکم جمعیت ۲۷۵ نفر در کیلومترمربع است و در تاریخ ۱ آوریل ۱۹۳۳ به عنوان شهر شناخته شد.